# Otto Wanckel
Otto Wanckel (* 17. August 1820 in Stollberg/Erzgeb.; † 9. März 1912 in Dresden) war deutscher Architekt und Baumeister, zuletzt mit dem Titel des königlich-sächsischen Geheimen Oberbaurates. Das bekannteste von ihm errichtete Gebäude ist der Sitz des Sächsischen Staatsministeriums der Finanzen in Dresden.

## Leben und Werk

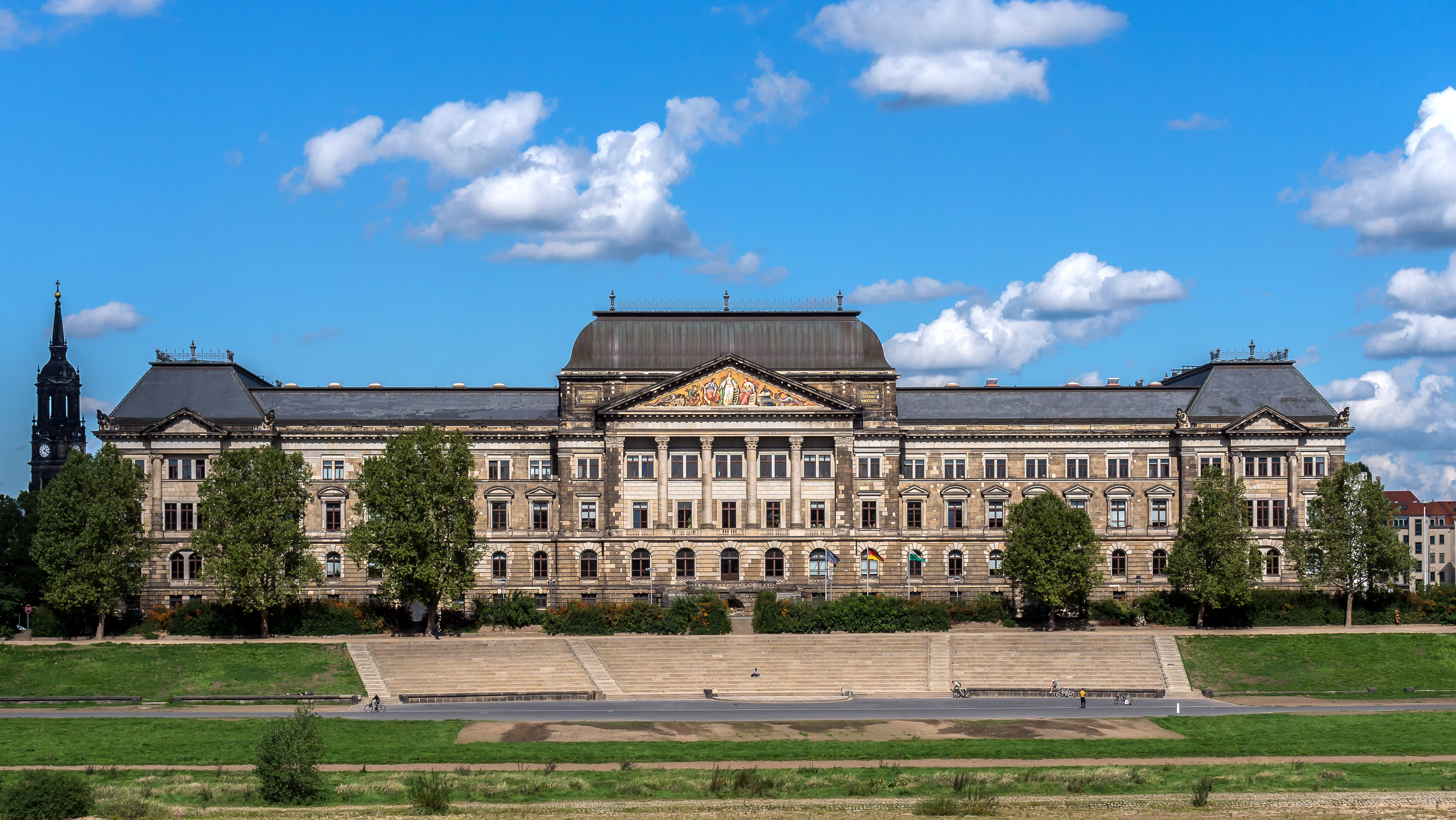
Sächsisches Staatsministerium der Finanzen

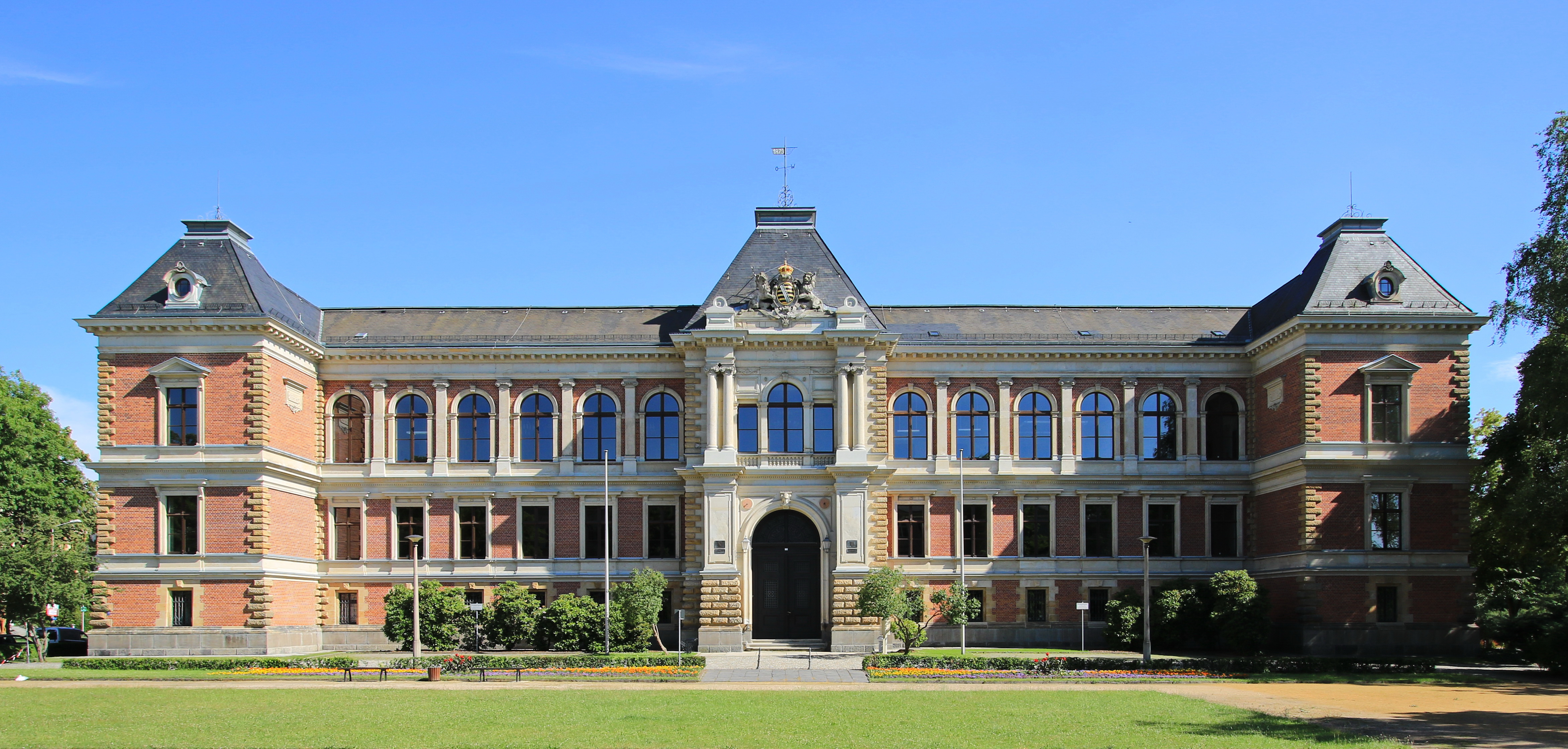
Das Landgericht Zwickau von Wanckel 1877/78

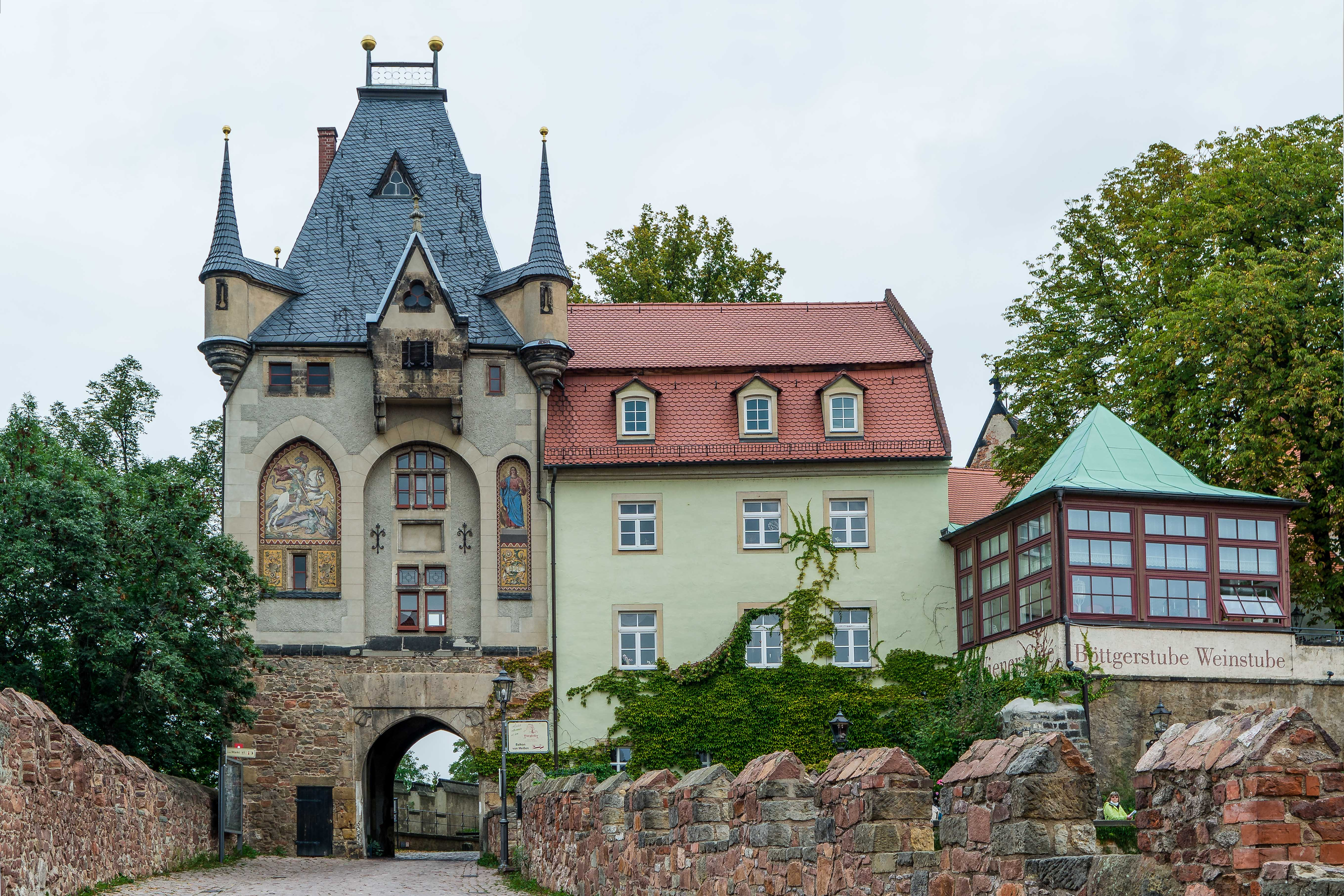
Torturm der Albrechtsburg Meißen, 1875 umgestaltet von Wanckel

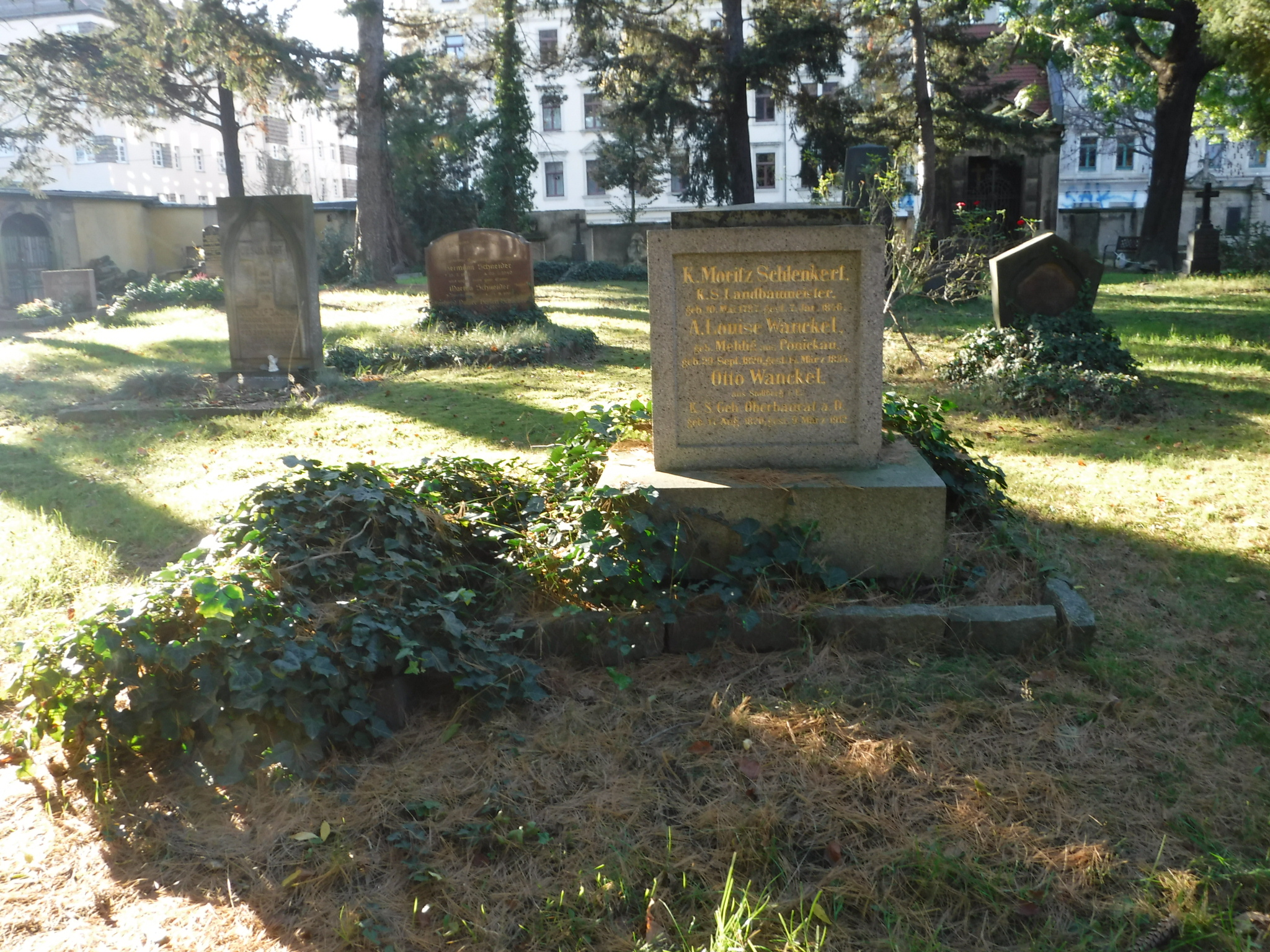
Grab Wanckels

Wanckel wurde als viertes Kind und drittältester Sohn des Justiz- und Rentamtmannes Johann Carl Ludwig Wanckel (1781–1840) und seiner Frau Johanne Auguste, geb. Dietrich, geboren. Otto Wanckels Mutter starb, als er neun Jahre alt war. Sein Vater heiratete fünf Jahre später erneut.
Wanckel studierte von 1837 bis 1840 an der Bauschule der Dresdner Kunstakademie bei Gottfried Semper und später an der Technischen Bildungsanstalt in Dresden. Nach dem erfolgreichen Abschluss trat er 1841 in den Staatsdienst ein, wurde zunächst Hilfsarbeiter im Landbauamt Oschatz und 1844 zum Landbauassistenten berufen. 1857 stieg Wanckel zum königlich-sächsischen Landbaukondukteur auf. 1863 vollendete er den Neubau der Königlichen Porzellanmanufaktur Meißen.
Wanckel heiratete am 4. Februar 1851 Rosalie Auguste geb. Westen (1824–1857), die Tochter des Kriegsministerial-Registrators und Ehrenbürgers zu Dresden, Karl Heinrich Westen (1790–1849). Otto und Rosalie Wanckel hatten vier gemeinsame Kinder, wovon zwei Totgeburten waren. Bei der Geburt der vierten Tochter 1857 starb seine Frau. Drei Jahre später heiratete er seine zweite Frau, Amalie Louise, geb. Niehlig. Sie hatten zusammen eine Tochter, die im Säuglingsalter starb.
Wanckel leitete die Renovierungsarbeiten an der Meißner Albrechtsburg. Nachdem die Königliche Porzellanmanufaktur 1863 aus den gotischen Räumen des Schlosses ausgezogen war, waren umfangreiche Restaurierungen erforderlich, um die erheblichen Schäden durch die Nutzung als Manufaktur zu beseitigen. Nach Maßgabe der damaligen Denkmalpflege wurde die Albrechtsburg ab 1864 unter Leitung von Wanckel und Karl Moritz Haenel instand gesetzt und in ein repräsentatives Schloss umgebaut. Den Torturm der Burg ließ Wanckel 1875 umgestalten. Er erhielt einen Dachhelm, und am Giebel wurden die beiden seitlichen Bogenfelder mit Graffiten nach Entwürfen von Wilhelm Walther, Professor der Dresdner Kunstakademie und Historienmaler, geschmückt.
1858 war Wanckel nach Dresden gezogen. Dort war sein Bruder Carl als Oberlehrer an der Neustädter Realschule angestellt. Nach einem weiteren Umzug nach Zwickau war er 1877/78 verantwortlich für den Neubau des Landgerichtsgebäudes.
1882 kehrte er nach Dresden zurück und wurde zum 1883 Königlich-Sächsischen Baurat ernannt. Hier entwarf er zusammen mit Ottomar Reichelt 1890 sein bedeutendstes Bauwerk, den Neubau des königlich-sächsischen Finanzministeriums. Bis zu seiner Pensionierung 1891 übernahm Wanckel als verantwortlicher Bauleiter die Ausführung des Projektes. Die Fertigstellung erfolgte 1894, der Umzug des Ministeriums aus dem Fürstenbergschen Haus 1896. Wanckel gestaltete das Finanzministerium im Stil der Neorenaissance. Als Zweckbau entworfen, entfaltet es dennoch repräsentative Wirkung. Der Mittelrisalit wird durch ein kuppelförmiges Dach und ein Fliesengemälde von Anton Dietrich betont. Darin sind Allegorien von Kultur und Wissenschaft dargestellt. Die Flügelbauten werden von leicht hervortretenden Eckrisaliten begrenzt. Die zwei Innenhöfe sind mit Klinkerfassaden verkleidet. Bei der Sanierung 1994, einhundert Jahre nach der Fertigstellung, wurde der originale Zustand weitgehend wiederhergestellt. Das Finanzministerium prägt das Aussehen des Neustädter Elbufers mit.
Nach seiner Pensionierung beschäftigte sich Otto Wanckel mit der Genealogie seiner Familie, stellte dazu Forschungen an und gab ein Buch darüber heraus. Außerdem übernahm er die Leitung des Museums des königlich-sächsischen Altertumsvereins. Wanckel wurde auf dem Inneren Neustädter Friedhof beerdigt.

### Bauten (Auswahl)
- 1863: Königliche Porzellanmanufaktur Meißen
- 1877/78: Zwickauer Landgerichtsgebäude
- 1890/91: Sächsisches Staatsministerium für Finanzen

### Schriften (Auswahl)
- Otto Wanckel: Das Landgerichts Gebäude in Zwickau. Berlin 1883.
- Otto Wanckel: Die Albrechtsburg zu Meißen. Wilhelm Baensch, Dresden 1895 (Digitalisat auf uni-heidelberg.de [abgerufen am 22. September 2020]).
- Otto Wanckel: Führer durch das Museum des Königlich Sächs. Alterthumsvereins im Palais des Königl. Grossen Gartens zu Dresden. Dresden 1895.
- Otto Wanckel: Einige flüchtige Mitteilungen über die Familie Wanckel : vom Jahre 1387 bis in die neueste Zeit. Dresden 1909.
- Otto Wanckel: Stammtafel der Familie Wanckel (Wankel) welche ursprünglich aus Schweden stammen soll und zur Zeit der Reformation schon mehrere Jahrhunderte in Hammelburg im Stifte Fulda florirt hat. Altenburg 1899 (digital.slub-dresden.de).

## Ehrungen
- zwischen 1875 und 1882: Ritter 1. Klasse des königlich-sächsischen Albrechts-Ordens
- 1896: Ritter 1. Klasse des königlich-sächsischen Verdienstordens